# Moutier
Moutier (niem. Münster) – miasto (niem. Einwohnergemeinde) w północno-zachodniej Szwajcarii, w kantonie Berno, w regionie administracyjnym Berner Jura, w okręgu Berner Jura. 31 grudnia 2020 roku liczyła 7 348 mieszkańców.

## Transport
Przez miasto przebiega autostrada A16 oraz drogi główne nr 6 i nr 30.